# 富士市立鷹岡小学校
富士市立鷹岡小学校（ふじしりつ たかおかしょうがっこう）は、静岡県富士市にある公立小学校。周辺地域では鷹小と呼ばれることが多い。

## 沿革
- 明治6年4月 - 久沢の一乗寺に仮校舎創設
- 明治7年4月 - 天間の諧暢舎創設
- 明治7年 - 入山瀬の松岳寺に山瀬舎創設
- 明治9年 - 久沢舎・山瀬舎両方を統合、松岳寺を仮校舎とし山沢舎創設
- 明治11年4月 - 厚原学校設立
- 明治12年11月 - 山沢学校を松風学校と改称し、久沢に校舎を新築
- 明治22年8月 - 厚原学校・松風学校・諧暢舎と合併し、鷹岡尋常小学校に改称
- 明治41年 - 高等科2学年を併置し、鷹岡尋常高等小学校となる
- 大正15年4月 - 高等科第3学年を併置
- 昭和7年3月 - 高等科第3学年を廃止
- 昭和16年4月 - 鷹岡町国民学校に改称
- 昭和22年4月 - 鷹岡町立鷹岡小学校に改称
- 昭和41年11月 - 富士市立鷹岡小学校に改称
- 昭和48年4月 - 富士市立丘小学校設立に伴い、厚原東・北・中学区が丘小学校へ
- 昭和54年11月 - 富士市立天間小学校設立に伴い、天間地区が天間小学校へ

## 校歌
- 作詞: 勝田香月
- 作曲: 平井康三郎

## 行事
- 松風まつり - 毎年10月に行われる校内の催し物。松風という名称は旧松風学校にちなんでいる。

## 通学区域
- 厚原西、久沢東、久沢西、久沢南、久沢北、鷹岡本町１.２.３、入山瀬東、入山瀬西、入山瀬天王町、入山瀬久保[1]

## 学校周辺
- 富士市立鷹岡中学校
- 入山瀬駅
- 曽我寺（曾我兄弟墓所）
- 中央自動車学校
- 王子特殊紙東海工場第一製造所
- 国道139号